# 鲈鲤碘泡虫
鲈鲤碘泡虫（学名：Myxobolus percocypris）为碘泡科碘泡虫属的动物。在中国，分布于四川等，营寄生生活，寄生在鲈鲤的鳃。